# Модерни петобој на Летњим олимпијским играма 2012.
Такмичења у модерном петобоју на Олимпијским играма у Лондону су одржана 11. и 12. августа 2012. У обе конкуренције учествовало је по 36 такмичара. Борилишта на којима су се одржала такмичења су била Копер Бокс за мачевање, Центар за водене спортове за пливање и Гринич парк у ком су одржана такмичења у трчању, јахању и стрељаштву.
У мушкој конкуренцији победио је чешки такмичар Давид Свобода, док је у женској конкуренцији најбоља била такмичарка из Литваније Лаура Асадаускајте.

## Формат такмичења
У модерном петобоју одржавају се такмичења у пет дисциплина: гађање из пиштоља, мачевање, пливање на 200 m, прескакање препона и трчање на 3 km. На овим Олимпијским играма по први пут је такмичење у трчању и стрељаштву било комбиновано; такмичари су након три рунде гађања трчали по један километар. У свакој од три рунде, такмичари су гађали пет мета, уз пуњење оружја после сваког хица; након тога су могли да наставе трчање. Промашаји нису кажњавани, али прекорачење предвиђеног времена за гађање, које је износило седамдесет секунди, је било кажњавано.
Након успешне пробе на Олимпијским играма младих 2010. године пиштољи су замењени ласерским. Употреба ласерских пиштоља је смањила трошкове гађања за приближно две трећине и омогућила одржавање такмичења на новим борилиштима јер је њиховом употребом повећан ниво безбедности.

## Квалификације
По тридесет шест такмичара се квалификало за такмичење у обе конкуренције; са највише два такмичара из исте земље у мушкој и женској конкуренцији. Начин квалификовања је био исти и за мушкарце и за жене.
Домаћин игара, Велика Британија, је добио једно место и две позивнице након одређивања преосталих учесника.
Први квалификанти су одређени на основу резултата на такмичењима између јануара и августа 2011. На пет континенталних првенстава је одређено 19 учесника; један из Африке, четири из Северне и Јужне Америке, пет из Азије, осам из Европе и један из Океаније. Такође квалификовао се и победник Финала Светског купа 2011. Првих троје такмичара са Светског првенства 2011. су се такође квалификовали.
У мају 2012. тројица најбоље рангираних такмичара са Светског првенства у Риму, који се још увек нису квалификовали, су обезбедили учешће на Олимпијским играма. Последњих седам места је одређено на основу пласмана на ранг листи дана 1. јуна 2012.

## Освајачи медаља
|          | Злато                          | Сребро                              | Бронза                 |  |  |  |
|          |                                |                                     |                        |  |  |  |
| Мушкарци | Давид Свобода · Чешка          | Цао Џунгрунг · Кина                 | Адам Мароши · Мађарска |  |  |  |
| Жене     | Лаура Асадаускајте · Литванија | Саманта Мари · Уједињено Краљевство | Јане Маркес · Бразил   |  |  |  |

## Биланс медаља
| Позиција   | Држава               | Злато | Сребро | Бронза | Укупно |
| ---------- | -------------------- | ----- | ------ | ------ | ------ |
| 1          | Литванија            | 1     | 0      | 0      | 1      |
| 1          | Чешка                | 1     | 0      | 0      | 1      |
| 3          | Кина                 | 0     | 1      | 0      | 1      |
| 3          | Уједињено Краљевство | 0     | 1      | 0      | 1      |
| 5          | Мађарска             | 0     | 0      | 1      | 1      |
| 5          | Бразил               | 0     | 0      | 1      | 1      |
| Укупно (6) | Укупно (6)           | 2     | 2      | 2      | 6      |